# Ян Гайнце
Ян Гайнце (дан. Jan Heintze, нар. 17 серпня 1963, Торнбі) — данський футболіст, що грав на позиції захисника.
Виступав, зокрема, за клуби ПСВ, «Баєр 04» та ПСВ, а також національну збірну Данії.
Дев'ятиразовий чемпіон Нідерландів. Триразовий володар Кубка Нідерландів. Триразовий володар Суперкубка Нідерландів. Володар Кубка чемпіонів УЄФА.

## Клубна кар'єра
Народився 17 серпня 1963 року в місті Таарнбі.
У дорослому футболі дебютував 1982 року виступами за команду клубу ПСВ, в якій провів дванадцять сезонів, взявши участь у 313 матчах чемпіонату. Більшість часу, проведеного у складі ПСВ, був основним гравцем захисту команди.
Протягом 1994—1996 років захищав кольори команди клубу «Юрдінген 05».
Своєю грою за останню команду привернув увагу представників тренерського штабу клубу «Баєр 04», до складу якого приєднався 1996 року. Відіграв за команду з Леверкузена наступні три сезони своєї ігрової кар'єри. Граючи у складі «Баєра» також здебільшого виходив на поле в основному складі команди.
У 1999 році повернувся до клубу ПСВ, за який відіграв 4 сезони. Тренерським штабом нідерландського клубу знову розглядався як гравець «основи». Завершив професійну кар'єру футболіста виступами за команду «ПСВ Ейндговен» у 2003 році.

## Виступи за збірну
У 1987 році дебютував в офіційних матчах у складі національної збірної Данії. Протягом кар'єри у національній команді, яка тривала 16 років, провів у формі головної команди країни 86 матчів, забивши 4 голи.
У складі збірної був учасником чемпіонату Європи 1988 року у ФРН, чемпіонату світу 1998 року у Франції, чемпіонату Європи 2000 року у Бельгії та Нідерландах, чемпіонату світу 2002 року в Японії і Південній Кореї.

## Титули і досягнення
- Чемпіон Нідерландів (9):

ПСВ: 1985–86, 1986–87, 1987–88, 1988–89, 1990–91, 1991–92, 1999–2000, 2000–01, 2002–03
- Володар Кубка Нідерландів (3):

ПСВ: 1987–88, 1988–89, 1989–90
- Володар Суперкубка Нідерландів (3):

ПСВ: 1992, 2000, 2001
- Володар Кубка європейських чемпіонів (1):

ПСВ: 1987–88